# Kishidaia albimaculata
Espèce
Synonymes
- Castianeira albimaculata Saito, 1934
- Kishidaia quadrimaculata Yaginuma, 1960

Kishidaia albimaculata est une espèce d'araignées aranéomorphes de la famille des Gnaphosidae.

## Distribution
Cette espèce se rencontre au Japon, en Chine et en Russie adjacente.

## Description
Les mâles mesurent de 4,4 à 6,45 mm et les femelles de 6,6 à 9,7 mm.

## Publication originale
- Saito, 1934 : Spiders from Hokkaido. Journal of the Faculty of Agriculture, Hokkaido Imperial University, Sapporo, Japan, vol. 33, p. 267-362.